# Spherillo tsukamotoi
Spherillo tsukamotoi là một loài chân đều trong họ Armadillidae. Loài này được Nunomura miêu tả khoa học năm 2005.